# Psicologia positiva
La psicologia positiva és un corrent de la psicologia que estudia les bases del benestar psicològic i de la felicitat així com de les fortaleses i virtuts humanes.
Tradicionalment la psicologia i la psiquiatria científiques s'han posat molta cura a estudiar els aspectes negatius i patològics de l'ésser humà i cercat vies per curar la malaltia, deixant de banda les forces positives com per exemple, la creativitat, la intel·ligència emocional, l'humor, la saviesa, la felicitat, la resiliència, etc. L'impuls definitiu per a la creació de la psicologia positiva va ser donat pel Martin Seligman, catedràtic de la Universitat de Pennsilvània i antic director de l'Associació Americana de Psicologia.
A la fi dels anys 1990 Seligman va destacar la necessitat d'investigar els aspectes saludables de l'ésser humà i va proposar la creació de la psicologia positiva com camp d'estudi de la psicologia, i va comptar per a això amb investigadors de renom com Mihály Csíkszentmihályi (qui va ser director del departament de psicologia de la Universitat de Chicago). L'objectiu és el coneixement científic de les condicions i factors que fan que una persona creix i queda mentalment sana, com a prevenció de la malaltia mental. Es comença a estudiar les condicions psicològiques i socials que fan que una persona esdevé més fort. Les primeres veus d'un canvi de paradigma ja daten dels anys 50 del segle xx.
Es poden trobar antecedents de la psicologia positiva en filòsofs com Aristòtil, que va dedicar part dels seus escrits a la εὐδαιμονία (eudaimonia, terme grec habitualment traduït com felicitat), però també en psicòlegs com Abraham Maslow o Carl Rogers, pertanyents al corrent anomenat psicologia humanista. La psicologia positiva es diferencia dels seus antecedents històrics i filosòfics en adherir al mètode científic. Així, les troballes obtingudes així com les aplicacions han de validar-se científicament.